# Iglesia de Huenchullamí
La iglesia o capilla de Huenchullamí se ubica en las cercanías de la comuna de Curepto en la región del Maule, Chile. Se construyó en 1580 por misioneros jesuitas, por lo que es uno de los templos más antiguos del país. El 20 de marzo de 2001 fue declarada Monumento Nacional de Chile, en la categoría de Monumento Histórico, mediante el Decreto n.º 814.

## Historia
La capilla fue construida por misioneros jesuitas en 1580. El terremoto del 27 de febrero de 2010 causó daños moderados a la construcción; se desplomaron y agrietaron los muros laterales y frontales. El Ministerio de Obras Públicas planea una restauración del monumento, financiada por el Fondo Nacional de Desarrollo Regional. El presupuesto de la restauración es de 107 millones de pesos chilenos.

## Descripción
La capilla se ubica en el sector de Huenchullamí, cerca del río homónimo, a 32 kilómetros de la comuna de Curepto. Unos cimientos de piedra laja sostienen a la estructura de 27 metros de largo, 9,5 metros de ancho y 5,5 metros de alto. Los muros están hechos por completo de adobe, poseen un espesor promedio de un metro y están cubiertos por un envigado de madera nativa. La techumbre de la capilla está hecha de roble.
La iglesia también posee un valor arqueológico. En 2004, una investigación financiada por el Fondo Nacional de Desarrollo Cultural y las Artes descubrió un conchal, localizado bajo y alrededor de la capilla, que data de aproximadamente 2700 años. Se logró identificar una ocupación no alfarera prehispánica (700-320 A.C), al igual que una ocupación alfarera indígena sin presencia española. Además, en los alrededores de la iglesia hay un cementerio colonial en el cual conviven tumbas españolas e indígenas.